# Юбилейна (пещера)
Юбилейна е пещера в България, намираща се на територията на община Пещера.

## Обща информация
Общата дължина на пещерата е 814 n, а дълбочината – 18 m. Пещерата е двуетажна. Входът е с диаметър около 2 m. Входната галерия води до пространство, изпълнено с блокове. След него се намира най-голямото цялостно пространство в нея, което е дълго около 40 – 50 m, а ширината му е 17 – 18 m. Главната галерия е 4 – 5 m на ширина и в продължение на 40 – 50 m се стеснява до 0,5 – 1 m. След това стесняване постепенно се раязширява и навлиза във водната галерия. По-надолу галерията продължава около стотина метра и завършва със сифон. След него водата се появява отново. Пещерата е благоустроена от Ф. Филчев. Намерена е при изследването на Новомахленска река през 1974 г. от Филчев, Андреев и местни доброволци от Пещера.

## Фауна
Фауната в пещерата, изследвана от Петър Берон през 1973 и 2005 г., включва стоножката Lithobius lakatnicensis (Chilopoda) и Lithobius stygius.
Пещерата също е убежище за редки видове прилепи, защитени от закона.